# Stanz bei Landeck
Stanz bei Landeck är en ort och kommun i distriktet Landeck i förbundslandet Tyrolen i Österrike.